# Andy Oakes
Pour les articles homonymes, voir Oakes.
Andy Oakes, né en 1952 à Londres, est un écrivain britannique, auteur de roman policier.

## Biographie
Après avoir été successivement ingénieur, photographe et propriétaire d'une petite entreprise, il devient conseiller auprès de jeunes enfants affectés par les drogues et les problèmes d'alcool.
En 2004, il publie un premier roman noir Le Cœur du dragon (Dragon's Eye: A Chinese Noir), qui remporte le Prix SNCF du polar européen 2005.

## Œuvre

### Romans
- Dragon's Eye: A Chinese Noir (en) (2004) Publié en français sous le titre Le Cœur du dragon, Paris, Calmann-Lévy, coll. « Calmann-Lévy Suspense », 2004  (ISBN 2-7021-3451-3)
- Citizen One (2007) Publié en français sous le titre L'Enfant du dragon, Paris, Calmann-Lévy, 2008  (ISBN 978-2-7021-3776-5)

## Prix et récompenses

### Prix
- Prix SNCF du polar européen 2005 pour Le Cœur du dragon[1]